# Karim Hendou
Karim Hendou (en arabe : كريم هندو, et en ukrainien : Карім Хенду) est un footballeur international algérien, né le 27 mai 1986 à Alger. Il évolue au poste de  milieu de terrain.
Après des débuts en Ukraine, dont il possède également la nationalité, il joue à la JS El Biar, à l'USM El Harrach puis au MC Alger. 

## Biographie
Karim Hendou naît le 27 mai 1986 à Alger d'un père algérien et d'une mère ukrainienne. Sa famille déménage en Ukraine quand il est enfant et il commence le football au FC Chakhtar Donetsk. Sélectionné en 2004 en équipe d'Ukraine des moins de 17 ans, il rejoint en 2006 le Zarya Louhansk pour une saison, puis fait ses débuts professionnels au Nyva Ternopil en 2007.
Il revient ensuite en Algérie et dispute une saison à la JS El Biar où il inscrit douze buts en 29 matchs. Lors de cette saison, il joue un match avec l'équipe d'Algérie A' face à la JS Kabylie.
Milieu de terrain au style proche de celui de Carlos Valderrama, il signe ensuite à l'USM El Harrach où il reste cinq saisons. Il s'engage en 2014 au MC Alger où il retrouve son entraîneur de l'USMH, Boualem Charef. En juillet 2016, arrivé au terme de son contrat après deux saisons passées au Mouloudia, Hendou signe à l'USM Bel Abbès.

## Palmarès
- Vice-champion d'Algérie en 2013 avec l'USM El Harrach.
- Vainqueur de la coupe d'Algérie en 2016 avec le MC Alger.
- Finaliste de la coupe d'Algérie en 2011 avec l'USM El Harrach.
- Vainqueur de la supercoupe d'Algérie en 2014 avec le MC Alger.